# Cryptothripa polyhymniana
Cryptothripa polyhymniana är en fjärilsart som beskrevs av Embrik Strand 1917. Cryptothripa polyhymniana ingår i släktet Cryptothripa och familjen trågspinnare. Inga underarter finns listade i Catalogue of Life.